# Senhor do Bonfim (microregio)
Senhor do Bonfim is een van de 32 microregio's van de Braziliaanse deelstaat Bahia. Zij ligt in de mesoregio Centro-Norte Baiano en grenst aan de mesoregio's Vale São Francisco da Bahia in het westen en noorden en Nordeste Baiano in het oosten en zuidoosten en de microregio Jacobina in het zuiden. De microregio heeft een oppervlakte van ca. 16.349 km². Midden 2004 werd het inwoneraantal geschat op 257.698.
Negen gemeenten behoren tot deze microregio:
- Andorinha
- Antônio Gonçalves
- Campo Formoso
- Filadélfia
- Itiúba
- Jaguarari
- Pindobaçu
- Senhor do Bonfim
- Umburanas

Mesoregio's: Centro-Norte Baiano · Centro-Sul Baiano · Extremo Oeste Baiano · Metropolitana de Salvador · Nordeste Baiano · Sul Baiano · Vale São-Franciscano da Bahia

Microregio's: Alagoinhas · Barra · Barreiras · Bom Jesus da Lapa · Boquira · Brumado · Catu · Cotegipe · Entre Rios · Euclides da Cunha · Feira de Santana · Guanambi · Ilhéus-Itabuna · Irecê · Itaberaba · Itapetinga · Jacobina · Jequié · Jeremoabo · Juazeiro · Livramento do Brumado · Paulo Afonso · Porto Seguro · Ribeira do Pombal · Salvador · Santa Maria da Vitória · Santo Antônio de Jesus · Seabra · Senhor do Bonfim · Serrinha · Valença · Vitória da Conquista